# Cirkvena
Cirkvena je naselje u općini Sveti Ivan Žabno u Koprivničko-križevačkoj županiji.
Naselje je nizinsko i raštrkano uz ceste, 16 km jugoistočno od Križevaca na granici s Bjelovarsko-bilogorskom županijom. U selu se nalazi željeznička postaje pruge Križevci-Bjelovar. 
U 15. stoljeću spominje se kao slobodno trgovište – (lat. Oppidi regii Czirkveno). Župa potječe još iz 1306. godine. Drvena kapelica spominje se 1382. godine, a sagradili su je plemići Kerečenji. U 16. stoljeću sagrađena je tvrđava za obranu od Turaka. Postojala je do 1854. godine. Na njenom mjestu je vatrogasni dom. U 17. stoljeću mjesto je bilo slobodna općina sa svojom upravom. Župna crkva Pohođenja Marijina sagrađena je do 1760. godine. Cirkvena je kao selo dobila prava koja su imala i hrvatski gradovi poveljom kralja Leopolda 1763. godine. Škola je počela s radom 1786. godine, a Hrvatsko katoličko društvo "Jelačić" 1910. godine. 
U Cirkveni je snimana hrvatska tv-serija "Dirigenti i muzikaši" iz 1990. godine redatelja Kreše Golika i scenarista Mladena Kerstnera. 

## Stanovništvo
Prema popisu stanovništva iz 2001. godine, naselje je imalo 503 stanovnika.
| broj stanovnika | 840   | 846   | 783   | 834   | 870   | 949   | 934   | 1078  | 1025  | 973   | 964   | 809   | 696   | 626   | 584   | 574   | 507   |
|                 | 1857. | 1869. | 1880. | 1890. | 1900. | 1910. | 1921. | 1931. | 1948. | 1953. | 1961. | 1971. | 1981. | 1991. | 2001. | 2011. | 2021. |

## Poznate osobe
- Matija Jandrić, svećenik i pisac
- Mato Gazarek, rudarski stručnjak